# Geigerskopf
Der Geigerskopf im Ortenaukreis ist ein 436,2 m ü. NHN hoher Berg im nördlichen Schwarzwald. Er steht auf dem Gebiet von Bottenau und trennt mit seinem Höhenzug das Hesselbachtal von den Ausläufern des Rheintals.

## Geigerskopfturm

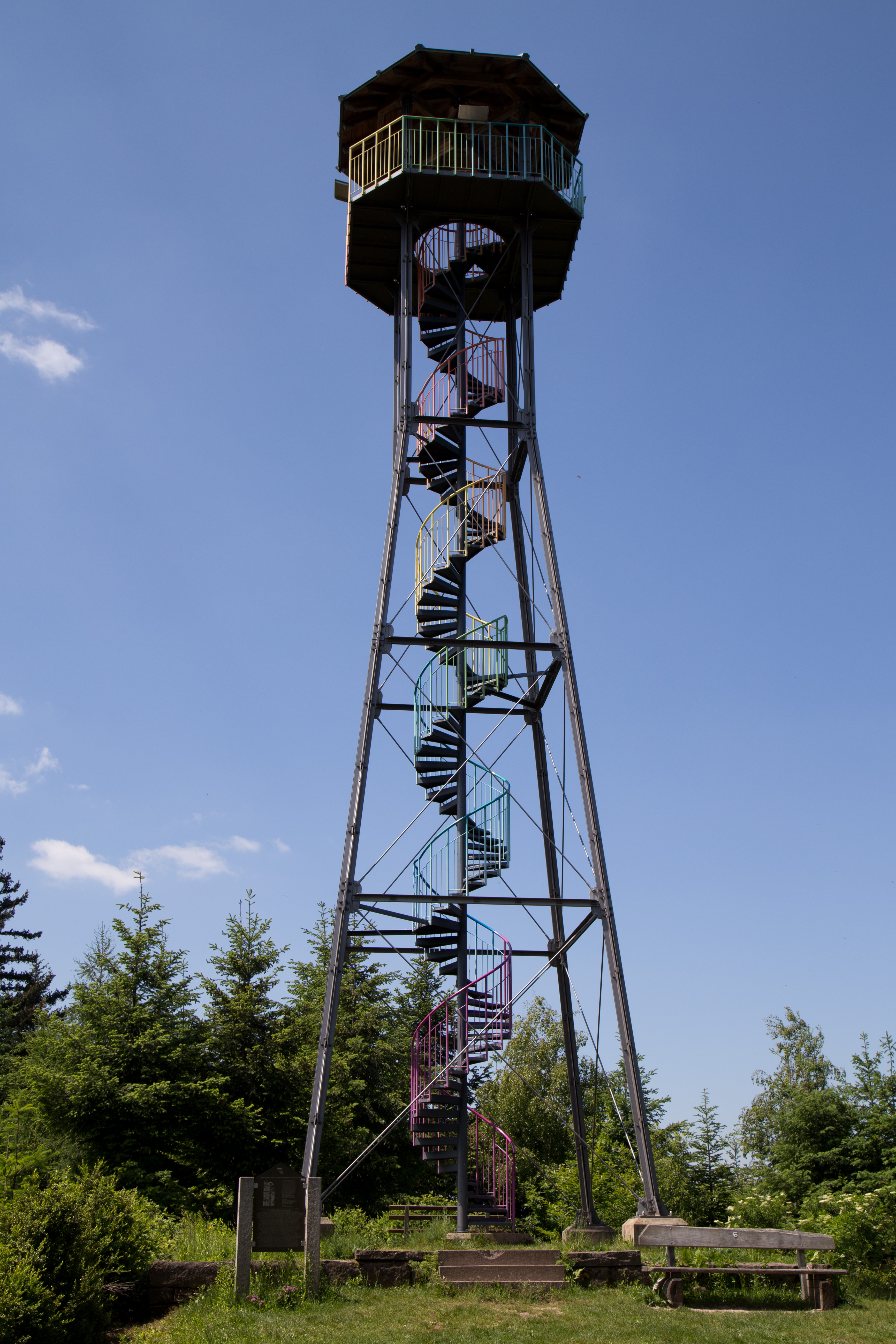
Aussichtsturm

Auf dem Geigerskopf steht der 20 m hohe Geigerskopfturm der Ortsgruppe Oberkirch des Schwarzwaldverein. Der Aussichtsturm ist aus Metall und in Regenbogenfarben angestrichen. Am 18. Juli 2000 wurde der Aussichtsturm auf dem Geigerskopf eingeweiht. Vom Turm aus hat man einen Blick ins Rheintal und bei gutem Wetter bis zu den gegenüberliegenden Vogesen.
Schon im Jahr 1884 gab es an gleicher Stelle ein drei Meter hohes Aussichtsgerüst, das 1896 durch einen Holzturm ersetzt wurde. 1909 erfolgte der Bau eines 14 m hohen Stahlturms, der bis 1999 bestand.